# Ain’t It Funny (Murder Remix)
Ain’t It Funny (Murder Remix) ist ein der Remix des Liedes Ain’t It Funny der amerikanischen Sängerin Jennifer Lopez. An dem Stück waren neben Lopez und Corey Rooney verschiedene Musiker aus der Hip-Hop- und Rap-Szene beteiligt, unter ihnen Irv Gotti, Ja Rule, Caddillac Tah und Ashanti. Der Murder Remix wurde als Single sowie auf Lopez’ Remix-Album J to tha L-O!: The Remixes veröffentlicht. Der Remix war international erfolgreicher als die Originalversion und erreichte Platz 1 der Billboard Hot 100.

## Entstehung
Bereits mit dem Remix von I’m Real konnten Jennifer Lopez und Ja Rule einen Nummer-eins-Hit verbuchen. Allerdings gab das letzte Studioalbum J.Lo keine weitere Single-Auskopplung mehr her, sodass Cory Rooney entschied, einen weiteren Remix zu veröffentlichen, um den kommerziellen Erfolg von Lopez zu sichern. Beauftragt wurde Ja Rule, der in Irv Gottis Tonstudio in New York City an seiner Version arbeitete. Ashanti, die zufällig während der Aufnahmen im Studio war, schrieb zwei neue Verse für das Stück und sang das Demo ein. Irv Gotti und 7 flogen nach Los Angeles, wo für den 11. September 2001 die Aufnahmen mit Jennifer Lopez angesetzt waren. Diese mussten wegen der Terroranschläge verschoben werden.

## Kritiken
Das Musikmagazin Billboard weist in seiner Besprechung des Originals Ain’t It Funny auf den Remix hin, meint aber, dass es sich um einen komplett anderen Song handele. Die Kombination aus Popmusik und Rap liege im Trend und sei durchaus dazu geeignet, Jennifer Lopez zu neuem Erfolg zu verhelfen.

## Kommerzieller Erfolg

### Chartplatzierungen
Das Lied debütierte auf Platz 74 der Billboard Hot 100 und erreichte im März 2002 Platz 1.
| ChartsChartplatzierungen       | Höchstplatzierung | Wochen |
| ------------------------------ | ----------------- | ------ |
| Deutschland (GfK)              | 18 (11 Wo.)       | 11     |
| Schweiz (IFPI)                 | 7 (23 Wo.)        | 23     |
| Vereinigte Staaten (Billboard) | 1 (27 Wo.)        | 27     |
| Vereinigtes Königreich (OCC)   | 4 (13 Wo.)        | 13     |

| ChartsJahrescharts (2002)      | Platzierung |
| ------------------------------ | ----------- |
| Schweiz (IFPI)                 | 57          |
| Vereinigte Staaten (Billboard) | 13          |

| ChartsJahrescharts (2000–2009) | Platzierung |
| ------------------------------ | ----------- |
| Vereinigte Staaten (Billboard) | 62          |

### Auszeichnungen für Musikverkäufe
| Land/Region       | Auszeichnungen für Musikverkäufe (Land/Region, Auszeichnung, Verkäufe) | Verkäufe |
| ----------------- | ---------------------------------------------------------------------- | -------- |
| Australien (ARIA) | Gold                                                                   | 35.000   |
| Insgesamt         | 1× Gold ·                                                              | 35.000   |

Hauptartikel: Jennifer Lopez/Auszeichnungen für Musikverkäufe